# Rue du Lieutenant-Colonel-Pélissier
La rue du Lieutenant-Colonel-Pélissier (en occitan : carrièra del Lòctenent Coronel Pelissier) est une rue de Toulouse, chef-lieu de la région Occitanie, dans le Midi de la France. Elle se situe au cœur du quartier Saint-Georges, dans le secteur 1 - Centre. 

## Situation et accès

### Description
La rue du Lieutenant-Colonel-Pélissier est une voie publique située dans le centre-ville de Toulouse. Elle naît au carrefour de la rue d'Alsace-Lorraine. Elle est rectiligne et orientée est-ouest. Elle est longue de 132 mètres et large d'environ 11 mètres, ce qui en fait une des rues les plus larges du centre ancien. Elle se termine au croisement de la rue Saint-Antoine-du-T., mais est prolongée à l'est par la rue Saint-Jérôme, qui aboutit à la place Occitane et au nouveau quartier Saint-Georges.
La chaussée compte une voie de circulation automobile en sens unique, de la rue d'Alsace-Lorraine vers la rue Saint-Jérôme. Elle est définie comme une zone de rencontre et la vitesse est limitée à 20 km/h. Il n'existe ni bande, ni piste cyclable, quoiqu'elle soit à double-sens cyclable.

### Voies rencontrées
La rue du Lieutenant-Colonel-Pélissier rencontre les voies suivantes, dans l'ordre des numéros croissants :
1. Rue d'Alsace-Lorraine
2. Rue Saint-Antoine-du-T.

### Transports
La rue du Lieutenant-Colonel-Pélissier n'est pas directement desservie par les transports en commun Tisséo. Elle se trouve cependant à proximité de la rue Saint-Antoine-du-T., parcourue par la navette Ville. Les stations de métro les plus proches sont la station Capitole, sur la ligne , et la station Jean-Jaurès, sur les lignes   du métro. À proximité se trouvent les arrêts des lignes de Linéo L1L8L9 et de bus 142329. 
La station de vélos en libre-service VélôToulouse la plus proche se trouve dans la rue Paul-Vidal : la station no 8.

## Odonymie

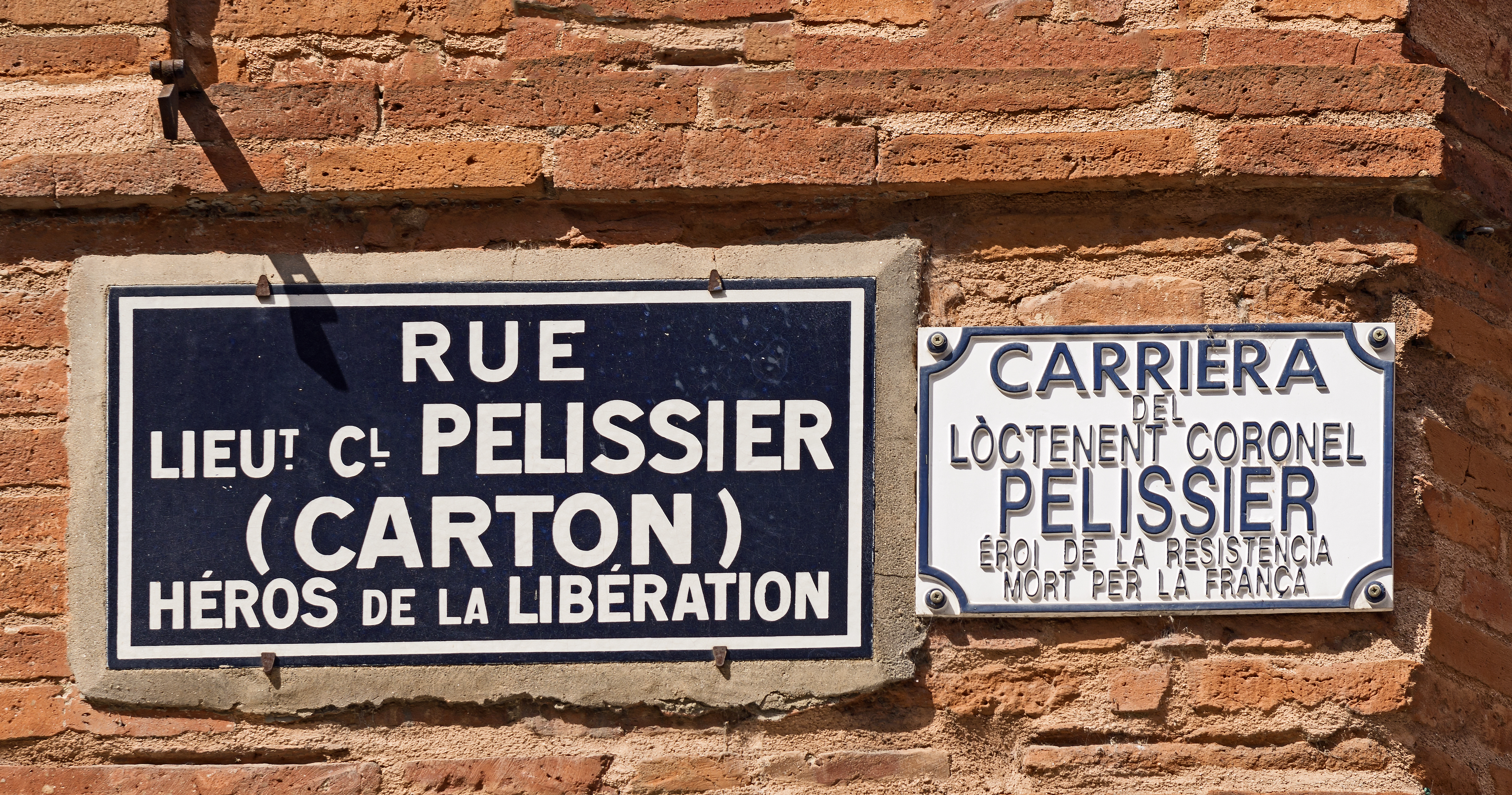
La plaque de rue originale de 1948 et celle plus récente en occitan.

Depuis 1944, la rue rend hommage à Louis Pélissier (1901-1944), héros de la Libération. Né le 21 décembre 1901 à Toulouse, il habitait une maison de la rue Camille-Pelletan, dans le quartier de la Côte-Pavée. Il avait le grade de capitaine dans l'armée en 1940, lors de l'armistice. En 1942, il entra dans le mouvement Combat, puis à l'AS. Il devint chef des groupes francs des MUR (Mouvements unis de la Résistance) et agit sous les noms de Carton, Martin ou Benoît. Il avait ses bureaux dans la rue (actuel no 4). Il fut fusillé le 6 juin 1944 à Saint-Céré, au bas de la route de Saint-Laurent-les-Tours. Le 30 septembre 1944, des funérailles solennelles lui furent rendues à Toulouse.
Au Moyen Âge, la rue n'était qu'un chemin sans nom qui traversait le Pré-Montardi. En 1508, les capitouls décidèrent de l'aménager en rue, qui prit naturellement le nom de ce pré. Au XVIIe siècle, après la construction de la chapelle des Pénitents bleus (actuelle église Saint-Jérôme), on lui donna le nom de rue des Pénitents-Bleus. En 1794, pendant la Révolution française, il fut décidé de la renommer rue Populaire, mais elle redevint rue des Pénitents-Bleus ou de Saint-Jérôme sous l'Empire. En 1855, une décision municipale lui donna le nom de rue Duranti, en l'honneur de Jean-Étienne Duranti (vers 1534-1589), président au Parlement de Toulouse, victime de la Ligue lors des guerres de Religion,. C'est en effet lui qui fit construire l'hôtel agrandi au XVIIe siècle par Jean Georges de Caulet. Elle prit finalement le nom de Louis Pélissier en 1944.

## Histoire

### Moyen Âge et période moderne
Au Moyen Âge, le quartier, qui dépend du capitoulat de Saint-Étienne, n'est qu'un pré, connu comme le Pré Montardi (Pla Montardi en occitan), traversé par un simple chemin. C'est là que vers 1270 viennent s'établir, en limite de la rue des Clottes (actuelle rue Saint-Antoine-du-T.), des religieux de l'ordre hospitalier de Saint-Antoine. Ils y fondent leur commanderie toulousaine, en accord avec le chapitre de la cathédrale Saint-Étienne. 
En 1508, les capitouls décident d'aménager le quartier et font tracer une rue nouvelle, une des plus larges voies de la ville. La rue attire certains personnages importants, qui y font construire des immeubles. Le plus célèbre d'entre eux est le premier président au Parlement de Toulouse, Jean-Étienne Duranti, qui fait construire à partir de 1582-1583 un hôtel particulier (actuel no 3). On trouve également des salles pour le jeu de paume, en particulier celle du capitoul Pierre de Gargas (emplacement de l'actuel no 1) et celle de Jean Ducros (emplacement de l'actuel no 5). Parmi les habitants les plus notables se trouve également Mathelin Tailhasson, dit Mathaly, surnommé « le roi des violons de France » par le roi Louis XIII, qui habitait une maison de cette rue (emplacement de l'actuel no 7), acquise vers 1580 par son père Jacques, maître hautbois de la ville.
À la même époque, la commanderie de Saint-Antoine connait des difficultés. En 1504, les religieux avaient été condamnés par le parlement de Toulouse, parce qu'ils ne s'acquittaient pas de la redevance qu'ils devaient verser au chapitre de la cathédrale. À la fin du siècle, l'autorisation est donnée à la confrérie des Pénitents bleus de s'établir dans leur chapelle. C'est l'une des quatre confréries de pénitents de la ville, fondée en 1575 par l'archevêque de Toulouse, Georges d'Armagnac, et Jean-Étienne Duranti, et placée sous l'invocation de saint Jérôme. Elle rassemble alors certaines des figures les plus en vue de la ville et de la province : le cardinal François de Joyeuse, le cardinal Thomas de Bonsi, évêque de Béziers, Pierre de Villars[Lequel ?], évêque de Mirepoix, Nicolas de Villars, archidiacre d'Auch, Michel de Sabateri, abbé de Saint-Sever, Antoine de Tholosani, commandeur de l'ordre hospitalier de Saint-Antoine, Jean de La Barrière, fondateur de l'ordre des Feuillants, Antoine de Saint-Paul, fondateur de la chartreuse de Toulouse, Antoine Scipion de Joyeuse, lieutenant du roi, et son frère, Henri de Joyeuse, et les parlementaires Pierre Du Faur de Saint-Jory et François de Clary. Entre 1614 et 1617, ils font reconstruire par l'architecte Pierre Levesville la chapelle de la commanderie Saint-Antoine, qui abrite désormais leur confrérie (actuel no 10) : un vaste bâtiment, orienté nord-sud, flanqué à l'ouest de la sacristie et d'un confessionnal, et ouvert sur deux cours bordées de salles de réunion. En 1621, à la suite d'un long procès, puis d'un accord avec les religieux de Saint-Antoine, la chapelle est rendue à ces derniers, qui achètent à leurs frais un immeuble voisin, occupé par un relais de poste, le Logis de la Pomme. C'est là que les pénitents bleus font construire une nouvelle chapelle, toujours par Pierre Levesville, et placée sous l'invocation de saint Jérôme (actuel no 3). La première pierre est posée, au nom du roi Louis XIII, par l'évêque de Pamiers, Joseph d'Esparbès de Lussan. Par la suite, la chapelle est décorée par le peintre Hector Estienne en 1639, et par le sculpteur Gervais Drouet, qui construit le maître-autel en 1657, puis en 1668. Enfin, à la fin du siècle, les bâtiments de la commanderie de Saint-Antoine sont reconstruits entre 1692 et 1694 (actuels no 6-8). 
Au XVIIIe siècle, la plupart des immeubles du côté nord de la rue sont reconstruits, dans le goût classique ou néo-classique (actuels no 5, 7, 11 et 13). À la même époque, l'ancienne salle du jeu de paume de Jean Ducros, entre la rue des Pénitents-Bleus (actuel no 5) et la rue du Pré-Montardy (actuel no 24) devient la salle de l'Opéra, la première de la ville. Elle est alors vouée aux concerts de musique, mais aussi à différents types de spectacle. Le 21 août 1748, c'est lors d'une représentation de marionnettes que la salle est détruite par un violent incendie – elle est cependant reconstruite peu après. C'est probablement de cette époque que date le bas-relief que sculpte Marc Arcis, Apollon et les Muses. Indice du caractère aristocratique qu'a gagné la rue au cours du siècle, la salle du Jeu de paume de Pierre de Gargas, devient, entre 1787 et 1788, le Club de la noblesse.

### Époque contemporaine
Pendant la Révolution française, la rue connait des transformations. En 1790, les ordres religieux sont supprimés. Les derniers moines de Saint-Antoine sont expulsés de leur commanderie (actuels no 6-10), dont les bâtiments sont affectés à l'armée qui y installe la Manutention des vivres militaires, c'est-à-dire l'intendance militaire. La confrérie des Pénitents bleus est quant à elle expulsée de la chapelle Saint-Jérôme qui devient une salle de réunion, puis, en 1792, un temple de la Liberté, tandis que le mobilier est emporté et le clocher abattu. De l'autre côté de la rue, la salle de l'Opéra devient la salle de l'Athénée, où sont donnés des spectacles civiques. 
Dans la première moitié du XIXe siècle, la rue semble cependant rester à l'écart des bouleversements du siècle. En 1802, l'église Saint-Jérôme est devenue le centre d'une petite paroisse, qui s'étend de la place du Capitole à la place Saint-Georges. En 1807, un clocher est construit et en 1847, l'église est agrandie sur les plans de l'architecte Auguste Virebent. Elle reçoit également un décor peint par Justin Pibou et Antoine Robert. À côté, l'ancienne commanderie Saint-Antoine devient le quartier général de la division militaire de Toulouse.
En 1873, l'extrémité ouest de la rue est emportée par les démolitions lors du percement de la rue d'Alsace-Lorraine. La rue Duranti profite du développement de l'activité commerciale le long de cette nouvelle artère. En 1893, le Comptoir national d'escompte de Paris (CNEP), qui a absorbé la Banque Ozenne, s'installe à l'angle de la rue d'Alsace-Lorraine dans un bâtiment de l'architecte Germain Dutour (emplacement de l'actuel no 1). Dans l'Entre-deux-guerres, la rue est ainsi animée par plusieurs boutiques de vêtements et de tissus, tels Boréa (actuel no 3) et la lingerie Vogue (actuel no 13). On trouve aussi des restaurants, comme la brasserie Moka (actuel no 13). Il y a même une clinique, tenue par le docteur Émile Mounié (actuel no 13). La rue connaît aussi l'animation du Cercle Duranti, qui abrite certains services de l'armée, ainsi que des associations militaires, et une bibliothèque de cercle, réservée aux officiers. 
Dans la deuxième moitié du XXe siècle, les municipalités toulousaines encouragent le renouvellement urbain de la ville et sa modernisation. Ainsi, à l'est de la rue du Lieutenant-Colonel-Pélissier s'élève progressivement, entre 1964 et 1978, dans l'ancien quartier des Clottes, le nouveau quartier Saint-Georges autour de la place Occitane. La rue du Lieutenant-Colonel-Pélissier est également touchée par les travaux. En 1959, le siège du CNEP est totalement transformé et un nouvel immeuble, de style moderne, est élevé sur les plans de l'architecte Georges Alet à l'angle de la rue d'Alsace-Lorraine (actuel no 1),. L'année suivante, les Nouvelles Galeries font construire un grand magasin entre la rue Lapeyrouse (actuel no 6) et la rue du Lieutenant-Colonel-Pélissier, à l'emplacement de l'hôtel Caulet-Rességuier : à la suite d'une forte mobilisation, la façade sur la rue est conservée, mais les appartements intérieurs et la façade sur jardin sont démolis.
En 2000, le ministère de la Défense abandonne les bâtiments de l'ancienne commanderie de Saint-Antoine. Ils sont récupérés par la mairie de Toulouse, qui y installe les services de l'état civil de la commune, ainsi que plusieurs services destinés aux habitants du quartier : une crèche, un club du 3e âge, une bibliothèque et une salle de conférences, la salle Antoine-Osète... Dans les premières décennies du XXIe siècle, les façades des bâtiments sont progressivement rénovées.

## Patrimoine et lieux d'intérêt

### Église Saint-Jérôme
Classé MH (1980).
L'église Saint-Jérôme est construite entre 1622 et 1625, d'abord comme la chapelle particulière de la confrérie des Pénitents bleus. Le maître architecte Pierre Levesville est chargé de la conduite des travaux de la chapelle, de la sacristie et de la maison des prêtres. Des travaux sont régulièrement menés au cours des décennies suivantes par le peintre Hector Estienne en 1639, le sculpteur Gervais Drouet en 1657 et en 1668, le serrurier Mathieu Lanes en 1734 et le sculpteur Marc Arcis au milieu du XVIIIe siècle. Pendant la Révolution française, l'église est fermée et, en 1792, elle est vidée de son mobilier. En 1802, elle devient église paroissiale et des travaux sont menés afin de l'agrandir. Les arcades de la nef sont percées d'ouvertures, le mur qui soutenait la tribune des Pénitents est abattu et le clocher est construit en 1807. En 1846, l'église est de nouveau agrandie, sur les plans d'Auguste Virebent, par l'aménagement d'une nouvelle rotonde sur l'emplacement d'un édifice plus ancien. Dans les décennies suivantes, les peintres Justin Pibou et Antoine Robert participent à la création d'un nouveau décor.

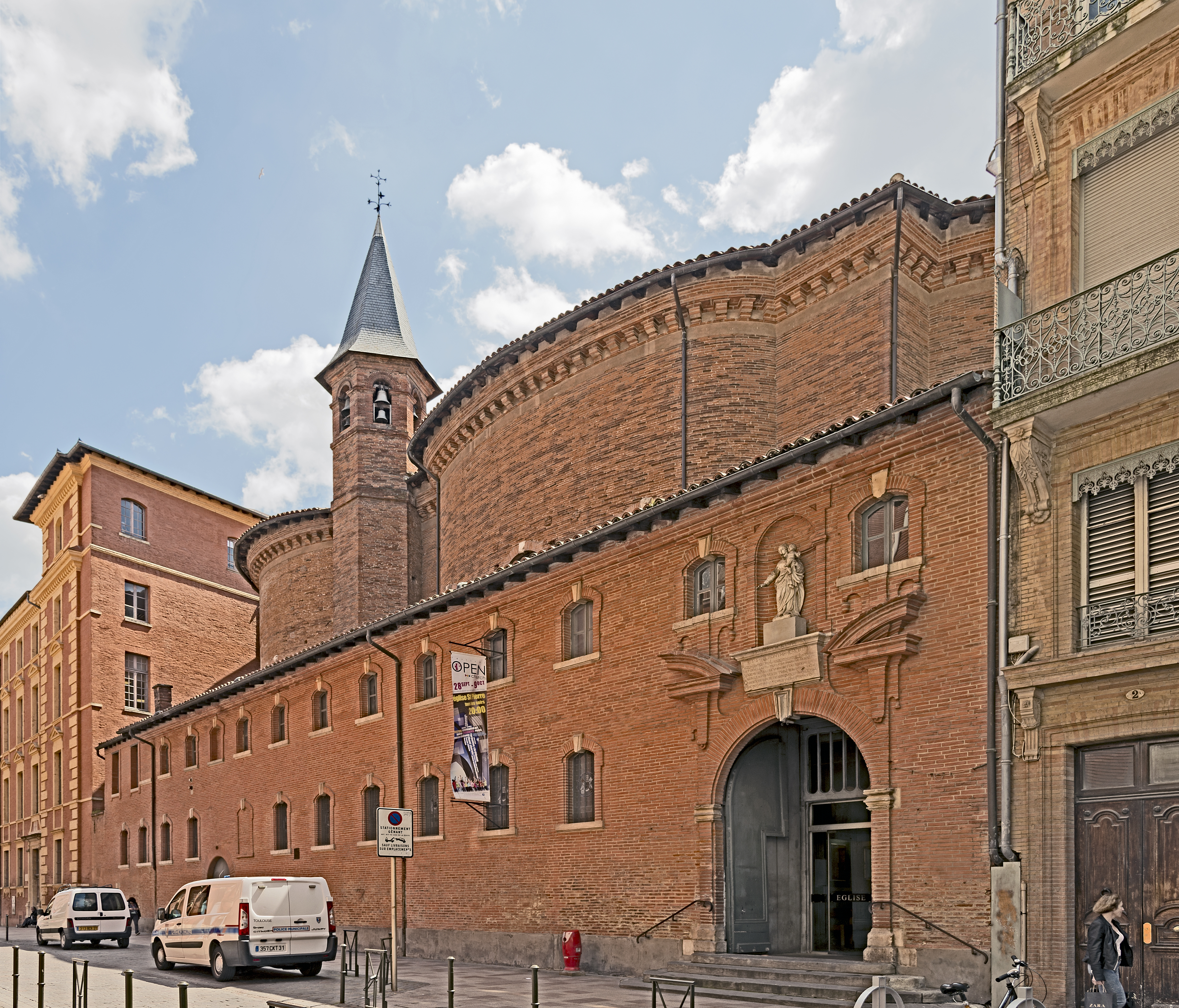
Façade de l'église Saint-Jérôme.
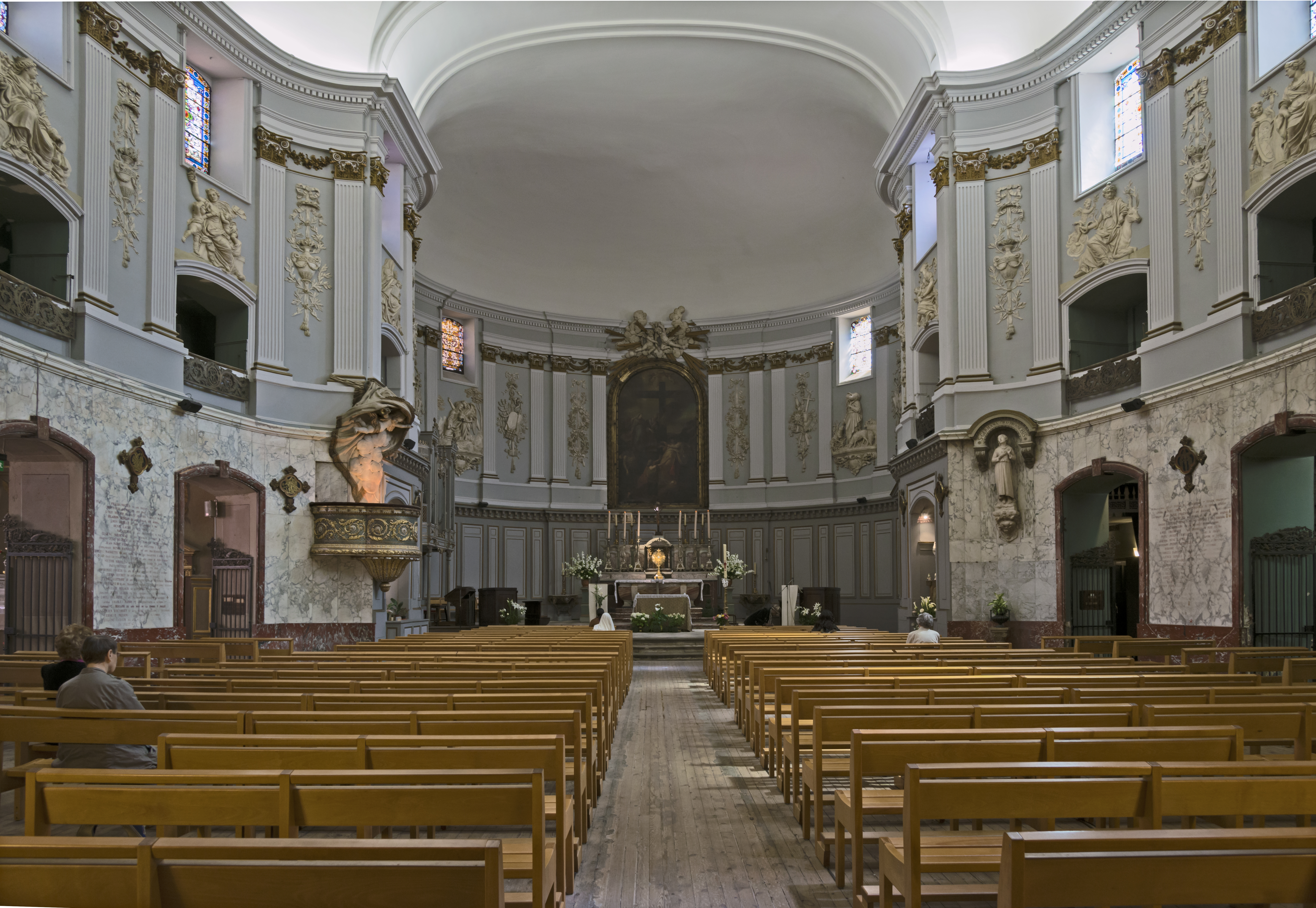
La nef et le chœur.
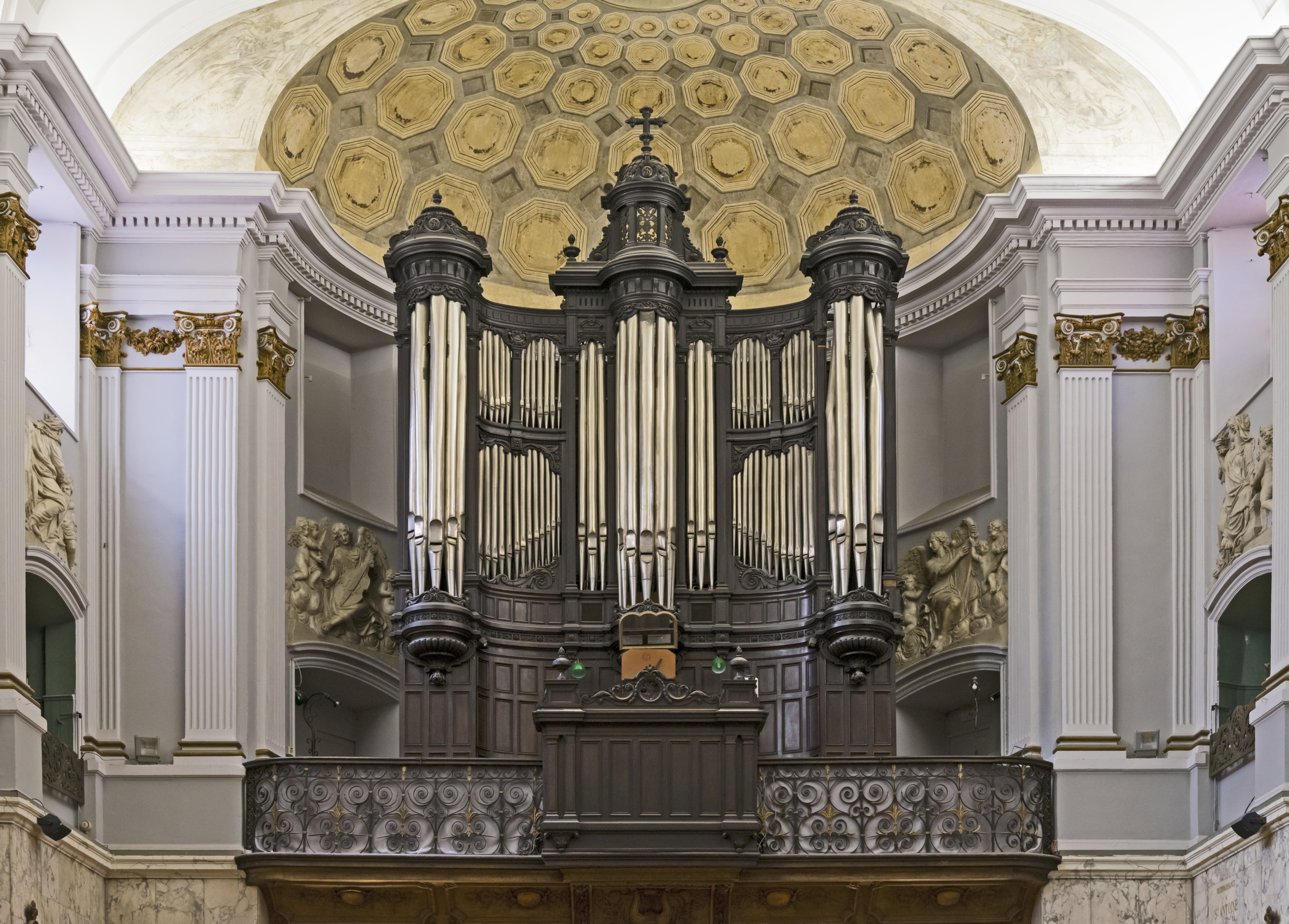
L'orgue de tribune.

### Commanderie de Saint-Antoine du Tau
Inscrit MH (1972, façades et toitures sur rue de la chapelle).
L'ordre hospitalier de Saint-Antoine – populairement désigné comme l'ordre de Saint-Antoine du Tau ou de Vienne – s'installe à Toulouse vers 1270. La chapelle (actuel no 10) est reconstruite en 1614 par la confrérie des Pénitents bleus, qui en a obtenu l'usage, avant de la céder aux Antonins en 1621. Les bâtiments de la commanderie sont reconstruits entre 1692 et 1694, peut-être sur les plans de l'architecte Jean-Pierre Rivalz (actuels no 6-8). Au XIXe siècle, les bâtiments sont dévolus à l'armée et il abrite le cercle des officiers Duranti. En juillet 2000, l'ensemble est acquis par la ville de Toulouse, qui y installe les services de l'état civil, ainsi qu'une crèche, une bibliothèque pour enfants de 400 m2, un club du troisième âge, une salle de réunion. Celle-vi est nommée en hommage à Antoine Osète, adjoint au maire (1911-1998).

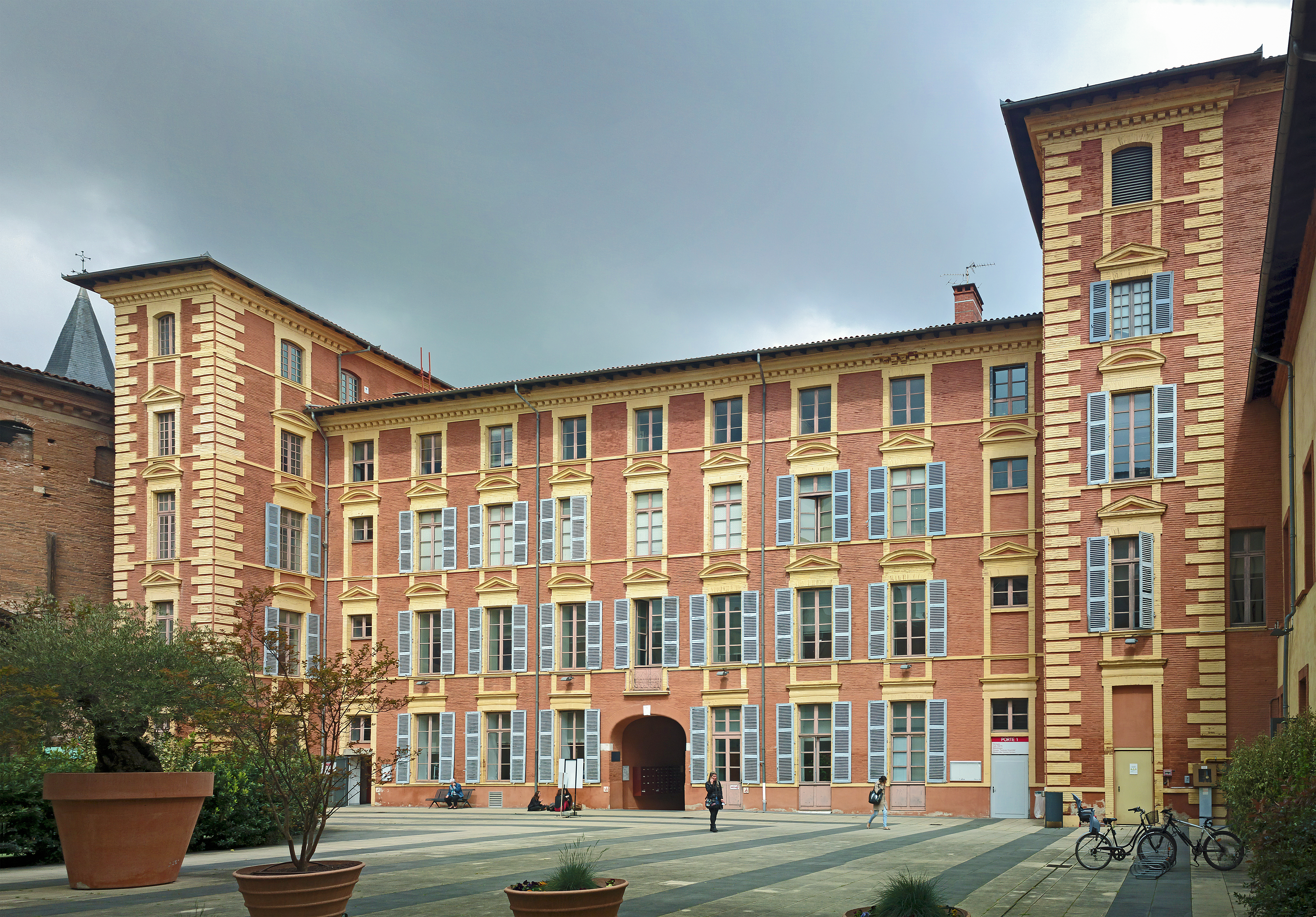
no 6-8 : façade sur cour du bâtiment de la commanderie.

- no 6-8 : commanderie ou « nouvel hôtel Duranti ». 
Les bâtiments de la commanderie s'organisent autour d'une cour intérieure. La façade sur la rue, de style classique et symétrique, se développe sur onze travées et s'élève sur trois étages décroissants. Le rez-de-chaussée est percé d'une porte cochère centrale et deux portes latérales. Elles ont un encadrement de pierre richement sculpté : elles sont encadrées de deux pilastres à chapiteaux ioniques, supportant un entablement sculpté de rinceaux et surmonté d'une large corniche moulurée. La façade est rythmée verticalement par les crossettes pendantes du chambranle des fenêtres, et horizontalement par les cordons qui passent au niveau des appuis, formant un quadrillage. Les fenêtres des 1er et 2e étages sont de plus surmontées de frontons alternativement triangulaires et curvilignes. L'élévation est surmontée d'une corniche à modillons. Les travées latérales, en légère saillie, sont mises en valeur par un chaînage d'angle en bossage et l'ajout d'un étage supplémentaire, également surmontée d'une corniche à modillons.

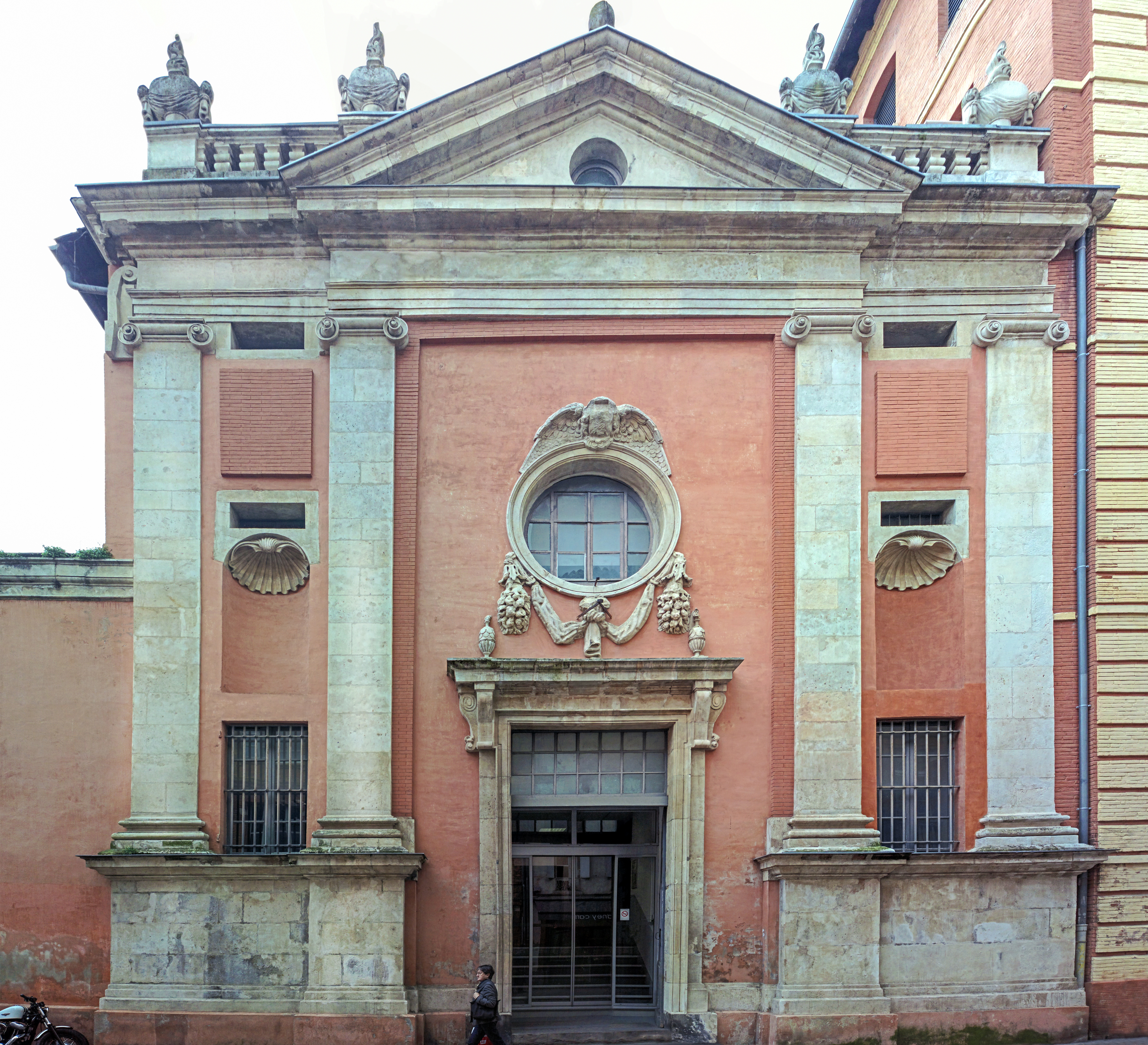
no 10 : façade de la chapelle.

- no 10 : chapelle. 
La chapelle, construite entre 1614 et 1617, a conservé sa façade monumentale, de style classique. Elle est due à l'architecte toulousain Pierre Levesville, mais il est probable que Jacques Lemercier, architecte du roi, arrivé à Toulouse à la fin de l'année 1613 pour surveiller l'achèvement des travaux du Pont-Neuf, ait joué un rôle dans la composition de la façade[25]. Elle joue de la polychromie de la brique, utilisée pour le mur, et de la pierre, employée pour le décor. Le portail est surmonté d'une corniche soutenue par quatre consoles à volutes. Au-dessus, un grand oculus est surmonté du visage et des ailes déployées d'un ange, tandis que pend un guirlande. Le portail est encadré de deux groupes de deux pilastres à chapiteaux ioniques, qui reposent sur un piédestal. Deux niches, ornées d'une coquille, prennent place entre les groupes de pilastres – elles contenaient peut-être des statues de saints. Les pilastres soutiennent un entablement mouluré, surmonté d'une corniche et d'un fronton triangulaire, simplement percé d'un oculus. Surmontant l'élévation, le garde-corps à balustres est rythmé par les pots à feu placés en amortissement des pilastres[26].

### Hôtels particuliers et immeubles
- no  1 : immeuble Livertoux. 
L'immeuble est construit en 1958 à l'emplacement de l'agence toulousaine du Comptoir national d'escompte de Paris. Le bâtiment, caractéristique du mouvement moderne, est élevé sur les plans de l'architecte Georges Alet et bâti en béton. Il s'élève à l'angle de la rue d'Alsace-Lorraine et de la rue Lapeyrouse, mis en valeur par un arrondi. Il se développe sur dix niveaux : un rez-de-chaussée, un entresol et huit étages. Le rez-de-chaussée est recouvert d'un placage de marbre. Aux étages, la façade est largement éclairée par les fenêtres rectangulaires, disposées en retrait[27].

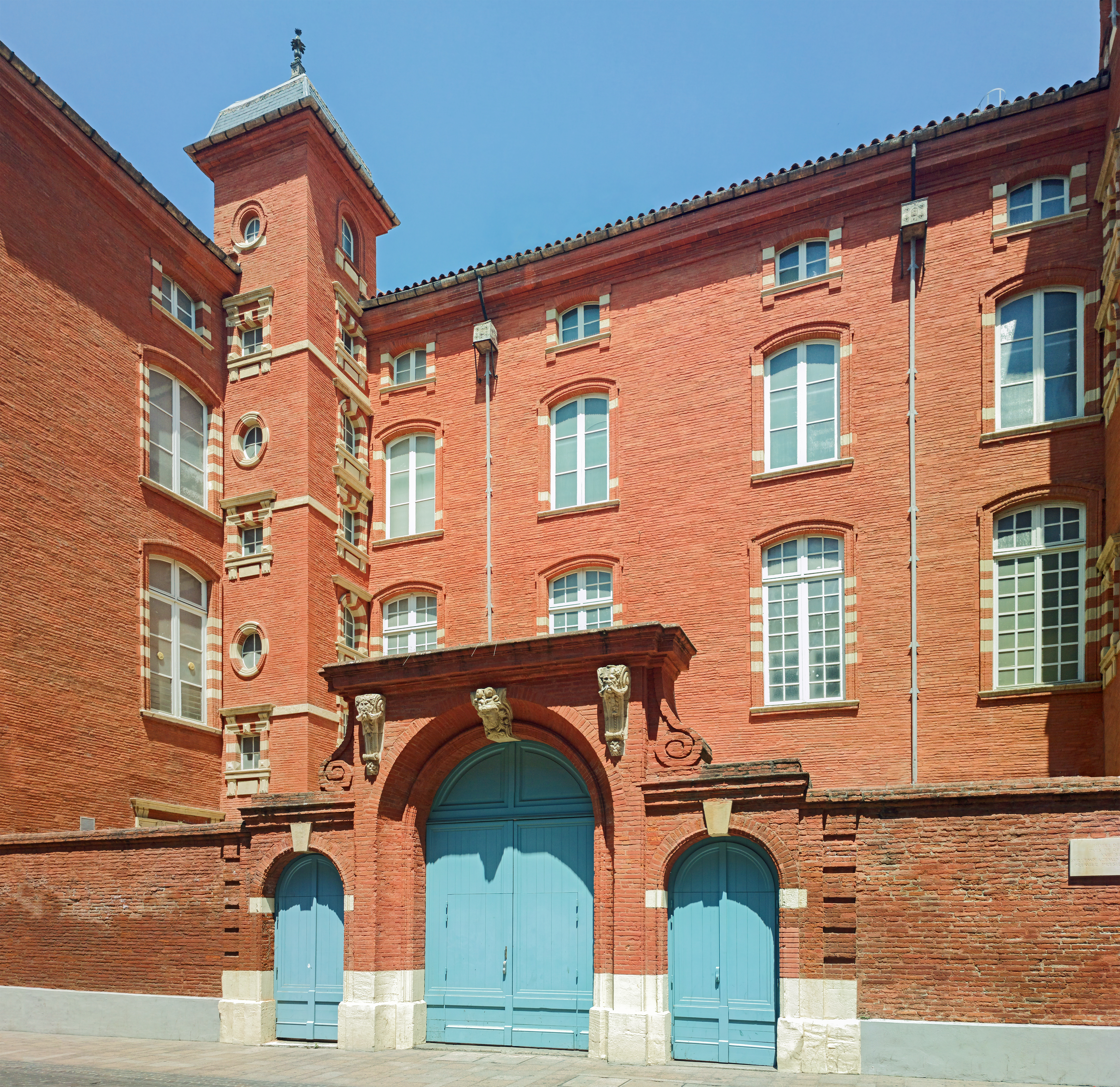
no 3 : façade de l'hôtel Caulet-Rességuier.

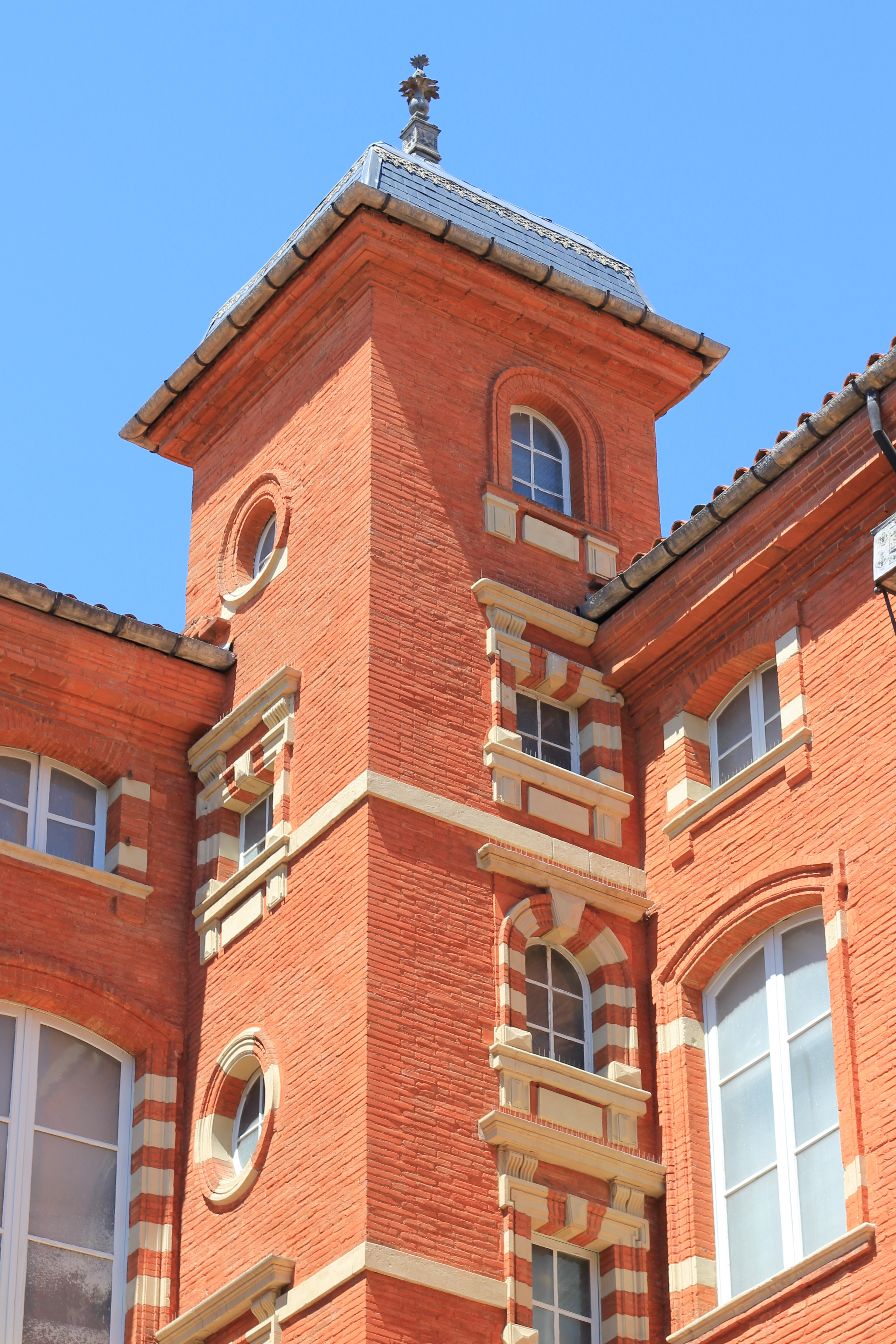
no 3 : détail d'une tourelle de l'hôtel.

- no  3 : hôtel Caulet-Rességuier.  Inscrit MH (1961, façade sur la rue et portion de toiture correspondante ; partie inférieure de l'escalier central)[28]. 
L'hôtel est construit en plusieurs étapes par des propriétaires différents. Les premiers travaux sont réalisés à la fin du XVIe siècle pour Jean-Étienne de Durand, dit Duranti, premier président au Parlement. En 1600, il est vendu par ses héritiers à Jean Georges de Caulet, trésorier général de France et seigneur d'Auterive. Il se compose alors du corps de bâtiment en fond de cour et d'une l'aile en retour côté est. Entre 1601 et 1603, Jean Georges de Caulet entreprend une nouvelle campagne de travaux pour terminer la bâtisse. Il fait construire et couvrir le pavillon ouest et édifier les tours d'angle. À la fin du XVIIe siècle, l'édifice devient la propriété de la famille de Rességuier qui, au cours du siècle suivant, entreprend des aménagements pour mettre l'hôtel dans le goût classique. L'ordonnancement de la façade principale est repris, avec la disparition des fenêtres à meneaux, et le portail sur la rue est modifié. Au XIXe siècle, l'hôtel particulier devient un immeuble de rapport. En 1960, la façade arrière est détruite lors de la construction du grand magasin des Nouvelles Galeries par les architectes René Mialhe et André Dubard de Gaillarbois (actuel no 6 rue Lapeyrouse). 
L'hôtel de Caulet est un édifice en U. Il est à l'origine disposé entre cour et jardin. Du côté de la rue, la cour est fermée par un mur. Il est percé d'un portail voûté en berceau qui possède une agrafe sculptée d'un Hercule en pierre et surmonté d'une corniche moulurée, soutenue par des consoles en pierre. Il est encadré de deux portails plus petits et voûtés de même. 
Le corps de bâtiment principal et ses deux ailes en retour s'élèvent sur trois étages décroissants. Les façades en brique sont percées de fenêtres segmentaires. Les deux tours d'escalier en vis, situées dans les angles, concentrent le décor. Elle se développent sur quatre étages et s'élèvent au dessus du reste du bâtiment. La pierre est utilisée pour les encadrements des portes et des fenêtres, les cordons, les consoles et les agrafes des fenêtres. Elles sont coiffées d'un toit à l'impériale en ardoise[29].

- no  5 : immeuble. 
L'immeuble, de style néo-classique, est construit en 1782. La façade est symétrique et s'élève sur trois étages décroissants. Au rez-de-chaussée, de larges ouvertures de boutique rectangulaires encadrent la porte, surmontée d'une imposte en fer forgé où figure la date d'achèvement des travaux – elle est cependant montée à l'envers. Aux étages, les fenêtres sont rectangulaires et inscrites dans un embrasement rectangulaire continu, mais séparées verticalement par des tables. Celles du 1er étage ont des garde-corps en fer forgé[30].

- no  7 : immeuble (deuxième moitié du XVIIIe siècle)[31].

- no  11 : immeuble (fin du XVIIIe siècle)[32].